# Hvalpsund
 Denne artikel omhandler farvandet Hvalpsund. Opslagsordet har også en anden betydning, se Hvalpsund (by).
Hvalpsund er et sund i Limfjorden i Danmark. Hvalpsund er et smalt dybt sund, fra Risgårde Bredning og ind til Lovns Bredning og Skive Fjord i Limfjorden.
Ved Hvalpsund ligger byen med samme navn (Hvalpsund) og der er en færgeforbindelse over sundet fra Hvalpsund til Sundsøre, færgeselskabet kaldes Hvalpsund-Sundsøre Færgefart I/S.
Hvalpsund nævnes 1449 som Hwelpessund 'sundet med (sælhunde)hvalpe' (Gyldendal - Den Store Danske).
- Hvalpsundfærgen "Mary" 2006

56°41′38″N 9°09′47″Ø / 56.694°N 9.163°Ø